# Agerskov (parochie)
Agerskov is een parochie van de Deense Volkskerk in de Deense gemeente Tønder. De parochie maakt deel uit van het bisdom Ribe en telt 2010 kerkleden op een bevolking van 2341 (2004). 
Tot 1970 was de parochie deel van Nørre Rangstrup Herred. In dat jaar werd de parochie opgenomen in de nieuwe gemeente Nørre-Rangstrup. Deze ging in 2007 op in de vergrote gemeente Tønder.